# Zosia Karbowiak
Zosia Karbowiak, znana jako ZoSia (ur. 15 października 1980 w Koszalinie) – polska piosenkarka.

## Życiorys
Ukończyła Państwową Szkołę Muzyczną I stopnia w klasie fortepianu. Jako nastolatka występowała na scenach muzycznych Koszalina. Współpracowała z Yarem przy nagraniach jego albumu pt. Olewka. Nagrywała również z Liroyem. W wieku 19 lat założyła własny zespół, w którym poznała swojego przyszłego męża, Tomasza Karbowiaka. Chcąc pozostać niezależną muzycznie, wyjechała do Danii, gdzie dotarła do półfinału duńskiej edycji programu X Factor. Dzięki udziałowi w programie nawiązała współpracę z założycielami zespołu Chicago – Robertem Lammem oraz Jasonem Scheffem, z których pomocą wydała swój debiutancki album pt. S.I.N.G..
Po powrocie do Polski w 2009 wystąpiła z utworem „Mogę” w konkursie Premier podczas 46. Krajowego Festiwalu Piosenki Polskiej w Opolu. Dwukrotnie wzięła udział w krajowych eliminacjach do Konkursu Piosenki Eurowizji: zajęła dziewiąte miejsce z piosenką „To, co czuję (Jak ptak)” w finale selekcji w 2010 oraz siódme miejsce z utworem „Scream Out Louder” w 2011. W 2012 napisała i nagrała w duecie z Robertem Lammem dwie piosenki („Those Crazy Things” i „Liquid Sky”) na jego album pt. Living Proof, ponadto współtworzyła jeszcze jeden utwór z płyty – „Arise (Storm)”.
Jest nauczycielką śpiewu oraz prowadzi z mężem warsztaty gry na perkusji. W październiku 2015 świętowała 20-lecie kariery artystycznej koncertem w Jazzburgercafe w Koszalinie. W 2017 nawiązała współpracę z fińskim pianistą i producentem Tomim Malmem, z którym współtworzyła i nagrała część materiału na albumy Walkin’ on Air (2017) i Coming Home (2020).

## Dyskografia
| Rok  | Tytuł                                                  |
| ---- | ------------------------------------------------------ |
| 2009 | S.I.N.G. - Data: 12 maja 2009 - Wydawca: Blue Infinity |

| Rok  | Tytuł      | Pozycja na liście |
| Rok  | Tytuł      | WiR               |
| ---- | ---------- | ----------------- |
| 2010 | „Gorącooo” | 8                 |